# Pomoc ręczna sposobem klasycznym
Pomoc ręczna sposobem klasycznym, uwolnienie rączek (łac. Auxilium Manuale Modo Classica, Liberatio Manuum Classica) –  manewr położniczy przyspieszający ukończenie II okresu porodu w przypadku położenia podłużnego miednicowego płodu. Sposób klasyczny polega na uwolnieniu rączek płodu z zagłębienia krzyżowego.

## Etap I
Uwolnienie pępowiny w celu zabezpieczenia przed ewentualnym urwaniem lub nadmiernym napięciem w trakcie porodu. Pępowinę chwytamy w miejscu przyczepu pomiędzy kciuk a palec wskazujący a pozostałymi palcami wygarniamy sznur pępowinowy ze szpary sromowej.

## Etap II
Ściągnęcie płodu ku dołowi poprzez uchwycenie stópek w okolicy kostek i energiczne pociągnięcie ku dołowi w kierunku pachwiny matki. W ten sposób bark tylny wraz z rączką schodzi niżej w kanale rodnym, przez co łatwiej ją uwolnić.

## Etap III
Uwolnienie rączek płodu z zagłębienia krzyżowego. Rączki uwalnia się ręką jednoimienną (w ustawieniu I – lewą ręką, w ustawieniu II – prawą) trzymając nóżki płodu uniesione ku górze. Uzyskawszy dostęp do tylnego barku wprowadzamy 2 palce do kanału rodnego wzdłuż grzbietu płodu. Po odnalezieniu ramienia przesuwamy je w dół zgodnie z naturalną ruchomością w stawie ramiennym, tak aby rączka wykonała "ruch zmywający" po twarzyczce. Po objęciu klatki piersiowej płodu obraca się go (w ustawieniu I przeciwnie do ruchów wskazówek zegara, a w ustawieniu II zgodnie z ruchem wskazówek) sprowadzając przedni bark w zagłębienie krzyżowe. Następnie uwalniamy rączkę tym samym sposobem.

## Etap IV
Wytoczenie główki płodu.